# AN/PSQ-23 STORM
«Сторм» (англ. STORM, бэкр. от Small Tactical Optical Rifle Mounted [Micro-Laser Range Finder], общевойсковой индекс — AN/PSQ-23) — американский комбинированный оптико-электронный дальномер-прицел для стрелкового вооружения различных видов и боевых модулей бронемашин «Страйкер». Совмещает лазерный целеуказатель (для которого возможен вариант с инфракрасным лазером), прибор инфракрасной подсветки (для боевых действий в темноте) и лазерный дальномер. Помимо интегрированных прицельных элементов также оснащён цифровым компасом и GPS-приёмником, которые, в комбинации с дальномером, позволяют определять и отображать позицию цели на экране боевой тактической сети. Разработан и производится подразделением Insight Technology Division компании L3 Technologies, Inc. для использования совместно с широким спектром армейского оружия, начиная со штурмовых (M4, M16) и снайперских (M107, M110) винтовок и заканчивая боевыми комплексами бронетехники и платформами со стационарным вооружением.

## Тактико-технические характеристики
Общий вес: 1,2 фунта (около 540 г)
Максимальная дальность действия: более 6 миль
Минимальная дальность действия: 82 фута
Габаритные размеры: 6,5×2,35×2 дюйма
Элементы питания: две батареи стандарта DL 123